# 哈珀鎮區 (堪薩斯州麥克弗森縣)
哈珀鎮區（英語：Harper Township）為美國堪薩斯州麥克弗森縣轄下的鎮區。2010年美国人口普查中此鎮區人口有138人。

## 地理
哈珀鎮區涵蓋總面積為92.8平方（35.82平方英里），其中陸地面積為92.4平方（35.68平方英里），水域面積為0.36平方（0.14平方英里）或0.39%。

## 人口統計
根據2010年美國人口普查，哈珀鎮區人口有138人，其中男性有77人，女性有61人，人口密度為每平方公里1.49人，住房計62戶。鎮區內的白人有137人，非裔美國人有0人，美洲原住民有0人，亞裔美國人有0人，太平洋島裔美國人有0人，其他種族有0人，混血種族則有1人。此外鎮區內有1人為西班牙裔或拉丁裔美國人。此鎮區之年齡中位數為49.0歲，而男性年齡中位數為49.3歲，女性年齡中位數為48.8歲。